# クライストチャーチ・シティ・センター
クライストチャーチ・シティ・センター（英語：Christchurch Central City）はニュージーランドのクライストチャーチ市の中心部。キリスト教アングリカンのクライストチャーチ大聖堂を中心とした商業地域。
なお英文Wikipediaでは本項よりもより広域に、クライストチャーチ大聖堂を中心とし、Bealey Avenue, Fitzgerald Avenue, Moorhouse AvenueとDeans Avenueの4つの通りがある領域以内を「クライストチャーチ・セントラル・シティ（Christchurch Central City）」と定義している。したがって、英文Wikipediaではハグレー公園、クライストチャーチ植物園などの一部隣接した領域も域内に含まれているので参照するさいには注意が必要である。

## 特徴
- 大聖堂正面には、ニュージーランドの大手銀行ニュージーランド銀行（BNZ）、キーウィ銀行、オーストラリア・ニュージーランド銀行（ANZ）の各支店、保険会社など、ニュージーランドの金融機関の多くが所在している。また市議会堂、地方・高等裁判所、広場、劇場、各国の総領事館、カンタス航空クライストチャーチ支店などが集まり、クライストチャーチの都市機能の中心地となっている。クライストチャーチ・アートセンター(旧カンタベリー大学校舎)、カンタベリー博物館へも徒歩またはトラムに乗り向かえる。
- クライストチャーチ市中心部は、碁盤の目のように、縦横直線の道路を基準に計画設計されている。そのため、区画ごとの配置が明確であり、市内中心部は「スクウェア（Square、四角という意味）」と呼ばれることも多い。

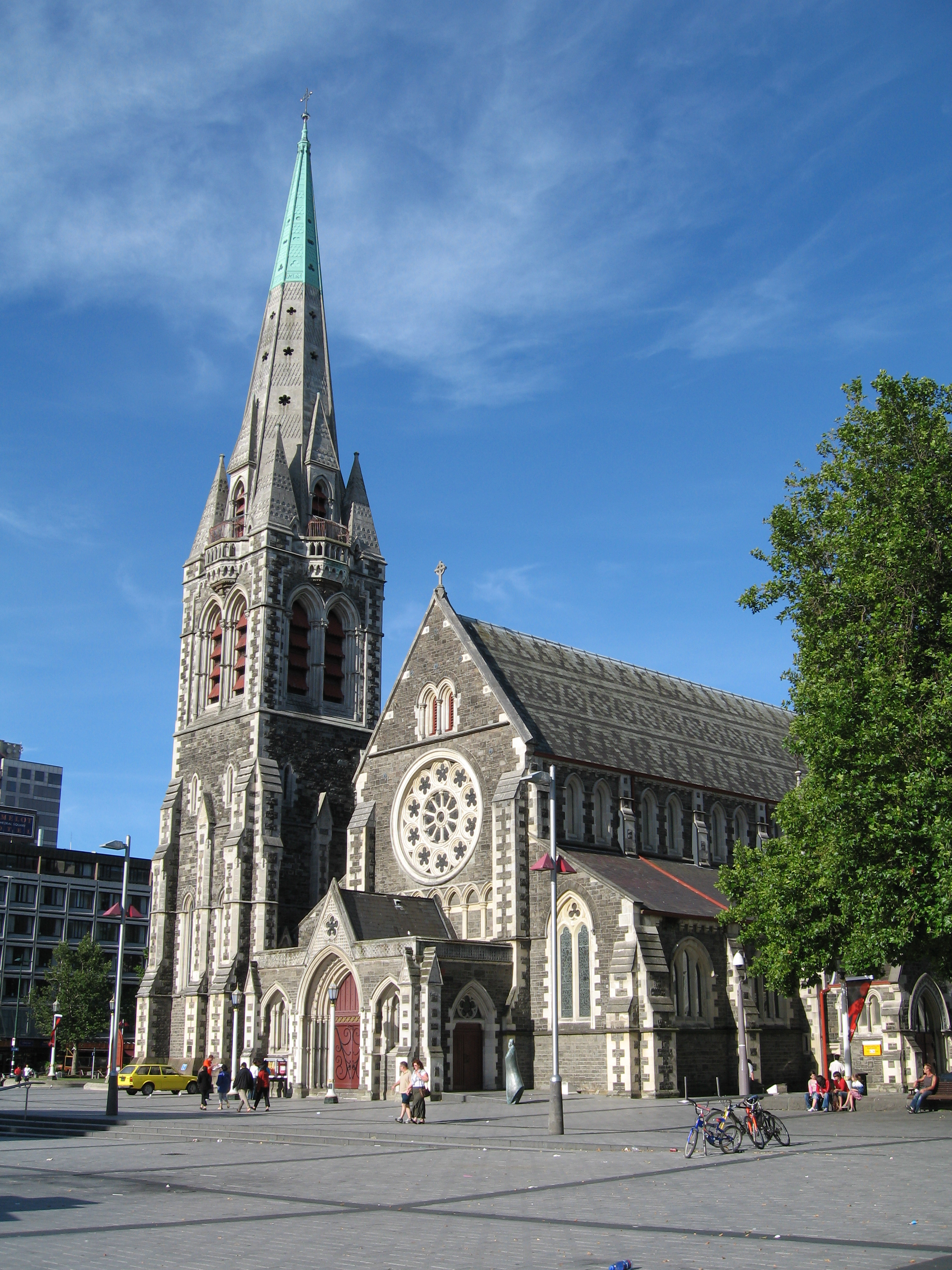
クライストチャーチ大聖堂(写真は英語版wikipedia"Christ Church"より)

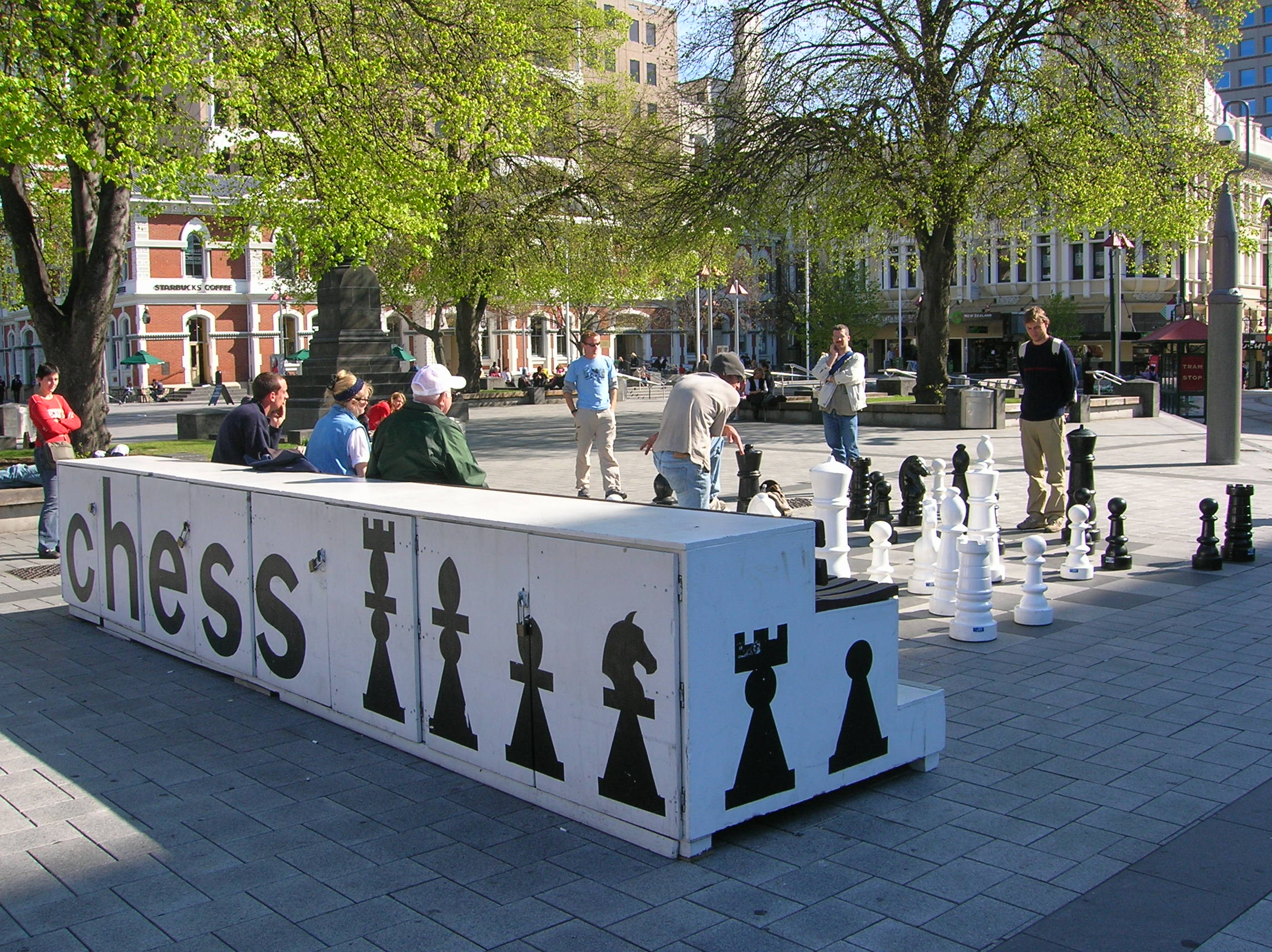
チェスと楽しむ人々（クライストチャーチ・スクウェア 2005年）

- クライストチャーチ唯一の市内鉄道であるトラム（路面電車）が大聖堂周囲を環状運転する。トラムは観光電車として多くの観光客を出迎えている。現在はトラム線路の延長工事を行っており、部分延長と開通を行いながら2013年の完成を目指している。

## クライストチャーチ広場
- クライストチャーチ大聖堂を中心に路面電車が環状運転する内側はクライストチャーチ広場と呼ばれ、金融街、繁華街が栄える。
- 大型ホテル・宿舎が多く隣接している。
- 広場内の観光名所へは徒歩か無料シャトルバスに乗り向かえる。
- 路線バス・長距離高速バスも広場を発着・経由する交通網が整備されている。